# Jean Laurent
Jean Prosper Laurent (Maisons-Alfort, 30 dicembre 1906 – Bourbon-l'Archambault, 14 maggio 1995) è stato un calciatore francese. Era il fratello maggiore di Lucien Laurent, anch'egli nazionale francese.

## Carriera
In carriera, Laurent giocò per diverse squadre francesi senza ottenere alcun successo.
Disputò il Mondiale 1930 con la Nazionale francese senza giocare nessuna partita.